# Ricardo Leyser
Ricardo Leyser Gonçalves (São Paulo, 1970) é um administrador e político brasileiro. Foi o ministro do Esporte do Brasil no governo Dilma.
Graduado em Administração Pública pela Fundação Getulio Vargas (FGV) de São Paulo e em Ciências Sociais pela Universidade de São Paulo (USP), tem especializações em estudos estratégicos, gerenciamento de empreendimentos, gestão estratégica de negócios, marketing governamental e planejamento estratégico situacional.
Antes de assumir o Ministério do Esporte, permaneceu seis anos como Secretário Nacional de Esportes de Alto Rendimento e, em 2015, assumiu o posto de Secretário Executivo. 
Hoje, atua como Vice-presidente da Empresa Olímpica Municipal do Rio de Janeiro. 